# Giuseppe Siri
Giuseppe Siri (ur. 20 maja 1906 w Genui, zm. 2 maja 1989 tamże) – włoski duchowny katolicki, arcybiskup Genui, kardynał.

## Życiorys
Był synem Nicolo i Giulii z domu Bellavista. W 1916 rozpoczął naukę w niższym seminarium w Genui, rok później w wyższym seminarium; od 1926 studiował na Papieskim Uniwersytecie Gregoriańskim w Rzymie. Przyjął święcenia kapłańskie 22 września 1928 w katedrze w Genui, z rąk kardynała Carlo Minorettiego, arcybiskupa Genui. Kontynuował następnie studia w Rzymie, uwieńczone w 1929 doktoratem z teologii (summa cum laude). W 1930 powrócił do rodzinnej archidiecezji genueńskiej i podjął pracę duszpasterską, szczególnie w środowiskach robotniczych. Był również profesorem teologii dogmatycznej w Wyższym Seminarium Archidiecezjalnym w Genui, prowadził zajęcia z religii i głosił kazania w kilku katolickich szkołach średnich. W kurii arcybiskupiej pełnił funkcję inspektora prosynodalnego. Był także rektorem Kolegium Teologicznego św. Tomasza z Akwinu.
14 marca 1944 papież Pius XII mianował go biskupem pomocniczym Genui, ze stolicą tytularną Liviade; Siri był w tym czasie jednym z najmłodszych biskupów we Włoszech. Sakry biskupiej udzielił mu 7 maja 1944 w katedrze genueńskiej kardynał Pietro Boetto. Siri został również honorowym kanonikiem kapituły katedralnej w Genui. Po śmierci kardynała Boetto został w maju 1946 arcybiskupem Genui. 12 stycznia 1953 Pius XII mianował go kardynałem, z tytułem prezbitera S. Mariae de Victoria.
Kardynał Siri był kilkakrotnie papieskim legatem na uroczystościach religijnych i rocznicowych, m.in. na obchodach 400-lecia śmierci Ignacego Loyoli (1956). W grudniu 1960 udzielał ślubu królowi Belgii Baudouinowi I i Fabioli de Mora y Aragón. Kierował włoskim duszpasterstwem ludzi morza, a w latach 1958–1965 przewodniczył Konferencji Episkopatu Włoch. W 1960 został powołany w skład Głównej Komisji Przygotowawczej Soboru Watykańskiego II, na samym Soborze zabierał głos kilkanaście razy. W późniejszych latach regularnie uczestniczył w sesjach Światowego Synodu Biskupów i sesjach Kolegium Kardynalskiego w Watykanie. Był uważany za jednego z bardziej konserwatywnych przedstawicieli włoskiego episkopatu.
W działalności duszpasterskiej w Genui koncentrował się na problemach świata ludzi pracy, roli świeckich w Kościele katolickim, powołaniach kapłańskich. Podejmował mediacje w sprawach społecznych, m.in. w czasie strajku genueńskich portowców w marcu 1987. W maju 1986 ukończył 80 lat i utracił prawo udziału w konklawe; w tym samym roku w wyniku przekształceń administracyjnych otrzymał tytuł arcybiskupa Genui-Bobbio. W lipcu 1987 Jan Paweł II przyjął jego rezygnację z funkcji arcybiskupa. Kardynał Siri zmarł w maju 1989, krótko przed ukończeniem 83 lat. Został pochowany w katedrze genueńskiej.
Część środowisk sedewakantystów uważała go za prawowicie wybranego papieża po śmierci Piusa XII (1958). Siri miał zostać wybrany na papieża, życząc sobie przyjąć imię Grzegorza XVII, ale ostatecznie rezygnując z przyjęcia tiary w obawie przed prześladowaniami katolików w krajach Europy Wschodniej, gdzie wybór konserwatywnego papieża mógł wywołać represje ze strony komunistycznych władz. Podobna sytuacja miała też nastąpić na konklawe 1963. Nie ulega wątpliwości, że był zaliczany do poważnych kandydatów na papieża zarówno na obu wspomnianych konklawe, jak też dwóch konklawe w 1978.